# The New Look (TV-serie)
The New Look är en amerikansk biografisk och historisk dramaserie vars första säsong består av tio avsnitt. Serien har en planerad premiär den 14 januari 2024 på Apple TV+. Serien är skapad av Todd A. Kessler och har fått förnyat kontrakt med en andra säsong.

## Handling
Serien utspelar sig i Paris under andra världskriget och kretsar kring konkurrensen mellan modeskaparna såsom Christian Dior och Coco Chanel.

## Rollista (i urval)
- Ben Mendelsohn - Christian Dior
- Juliette Binoche - Coco Chanel
- Maisie Williams - Catherine Dior
- John Malkovich - Lucien Lelong
- Emily Mortimer - Eva Colozzi
- Claes Bang - Hans Von Dincklage
- Hugo Becker - Hervé
- Alexis Loizon - Jean Marais
- Thomas Poitevin - Pierre Balmain
- Zabou Breitman - Madame Zehnacker